# 小行星9663
小行星9663（英語：9663 Zwin）是一颗围绕太阳公转的小行星。1996年4月15日，天文学家艾瑞克·怀特·埃尔斯特在拉西拉天文台发现了此天体。
这颗小行星的绝对星等为1.667957809212063等。